# The Erosion of Sanity
The Erosion of Sanity è il secondo album in studio del gruppo death metal canadese Gorguts, pubblicato nel 1993 dalla Roadrunner Records.

## Tracce
1. With Their Flesh, He'll Create – 4:03
2. Condemned to Obscurity – 4:51
3. The Erosion of Sanity – 4:54
4. Orphans of Sickness – 5:20
5. Hideous Infirmity – 4:06
6. A Path Beyond Premonition – 4:56
7. Odors of Existence – 3:48
8. Dormant Misery – 4:52

## Formazione
- Luc Lemay – chitarra, voce, piano
- Sylvain Marcoux – chitarra
- Eric Giguere – basso
- Stephane Provencher – batteria, percussioni